# Cootehill
Cootehill (Iers: Muinchille) is een plaats in het Ierse graafschap Cavan. De plaats telt 1.822 inwoners.